# Museo del Císter
Museo del Císter je cisterciácké muzeum ve městě Málaga, ve Španělsku. Nachází se v Cisterciácké ulici, hned vedle kláštera Santa Ana a zahrad katedrály.
Muzeum bylo slavnostně otevřeno v roce 2007. Je v cisterciáckém klášteře vedle řádového kostela a skládá se ze 4 sálů (Historia del cister, El barroco, El inicio y la clausura a Entre la vida y la muerte). Sály jsou zdobené díly malířů (Pedro de Mena a Andrés Hermosilla). Nejvýznamnější jsou obrazy Ece Homo a La Dolorosa ze 17. století.